# Oliveto (Incoronata)
Oliveto, Maslignak o Maslignach (in croato: Maslinjak) è un isolotto disabitato della Dalmazia settentrionale, in Croazia; si trova nel mare Adriatico lungo la costa dell'Incoronata e fa parte delle isole Incoronate. Amministrativamente fa parte del comune di Morter-Incoronate, nella regione di Sebenico e Tenin.

## Geografia
L'isolotto, attorniato da altri isolotti e scogli, si trova 1,1 km a est di Mana nel canale dell'Incoronata (Kornatski kanal) a sud-ovest di valle Uruglie (uvala Vrulje) e del villaggio di Uruglie (Vrulje) e dista 540 m da punta Pivćena. Oliveto è di forma ovale, misura 400 m circa di lunghezza, ha una superficie di 0,067 km², uno sviluppo costiero di 1,02 km e un'altezza di 39 m.

### Isole adiacenti
- Scogli Babuglia[11], Babojasc[6][12] o Zaparigna[7], a ovest:
  - Babuglia Piccolo[11] o Babojasc piccolo (Babuljaš Mali), rotondeggiante, ha circa 80 m[3] di diametro; la sua area è di 3460 m²[8], la costa misura 222 m[8] e l'altezza è di 7 m[3] 43°48′02″N 15°17′16″E;
  - Babuglia Grande[11] o Babojasc grande (Babuljaš Veli), ha la forma di una goccia rovesciata; ha un'area di 6723 m²[8], una costa lunga 325 m[8] e un'altezza di 9 m[3] 43°47′56″N 15°17′02″E.
- Bisaccetta[13] o Galioliza[5][6] (Bisagica), scoglio di forma allungata, misura 120 m circa[3] di lunghezza; ha un'area di 3295 m²[8], una costa lunga 286 m[8] e un'altezza di 1 m[3]; è situato 330 m[3] a nord-ovest 43°48′11″N 15°17′25″E.
- Azabovaz[5][6] o Cernikovaz[7] (Arapovac), scoglio circa 320 m a sud-est; ha un'area di 9622 m²[8], la costa lunga 371 m[8] e l'altezza di 10 m[3] 43°47′43″N 15°17′58″E.
- Idra Piccola (Rašip Mali), a sud-sud-ovest.
- scogli Calafatin[14] (hridi Kamičiči), a sud-ovest tra Mana e Idra Piccola: 
  - scoglio Kalafatin[6], il maggiore, ha un'area di 844 m²[8]43°47′35″N 15°16′55″E;
  - il minore ha una superficie di 72 m²[8] e si trova circa 140 m[3] a sud del precedente 43°47′29″N 15°16′56″E.

### Cartografia
- (HR) Mappa topografica della Croazia 1:25000, su preglednik.arkod.hr. URL consultato il 18 ottobre 2017.
- G. Giani, Carta prospettiva delle Comuni censuarie della Dalmazia, foglio 5, 1839. Fondo Miscellanea cartografica catastale, Archivio di Stato di Trieste.
- Carta di cabottaggio del mare Adriatico, foglio VII, Milano, Istituto geografico militare, 1822-1824. URL consultato il 2 agosto 2020 (archiviato dall'url originale il 13 aprile 2013).